# Panglica portocalie

Panglica portocalie, un simbol de solidaritate cu mișcarea lui Iușcenko în Ucraina

Panglica portocalie este un simbol al Revoluției Portocalii ucrainene din 2004. Portocaliul era culoarea de campanie a partidului de opoziție condus de Viktor Iușcenko. Panglicile sunt simboluri ale protestelor non-violente.